# Bardî, Korosten
Bardî (în ucraineană Барди) este un sat în comuna Mejîricika din raionul Korosten, regiunea Jîtomîr, Ucraina.

## Demografie
Componența lingvistică a localității Bardî
     Ucraineană (100%)
Conform recensământului din 2001, toată populația localității Bardî era vorbitoare de ucraineană (100%).